# Tábori Zoltán
Tábori Zoltán (Nagykanizsa, 1955. október 28. –) magyar író, újságíró, szociográfus, műfordító. 1989 és 2015 között a Mozgó Világ olvasószerkesztője volt.

## Művei

### Könyvek
- Üzlet (novellák, 1989)
- Sörkatonák (regény, 1990)
- Nagyvadak (regény, 1996)
- Vasmű (szociográfia, 1998)
- Nekropolice (regény, 1999)
- Magdolna negyed (szociográfia, 2009)
- CQD (regény, 2002)
- Cigány rulett (riportkönyv, 2014)
- Restart (regény, 2018, alias L. A. Camper)

### Műfordítás
49 műfordítás, köztük:
- Charles Dickens: Ódon ritkaságok boltja
- Doris Lessing: Az arany jegyzetfüzet
- Kazuo Ishiguro: Árva korunkban
- John Updike: Az eastwicki özvegyek
- Henry Miller: Szexus
- Nicholas Evans: Viharhegy; Semper Fortis
- Lian Hearn: Az Otoriak története II., III., IV és V.
- Agatha Christie: Herkules munkái; Nem csalás, nem ámítás
- Ross Macdonald: A másik férfi; Mindenki ellenség
- Harlan Coben: Szökevények
- Karl Marlantes: Matterhorn (Gy. Horváth Lászlóval)

### Filmek
- Gengszterfilm (forgatókönyv, rendező Szomjas György, 1998)
- Csak a szél (adaptáció, rendező Fliegauf Bence, 2012)

### Színmű
- A hét szamuráj (adaptáció, Örkény Színpad, rendező Polgár Csaba, 2015)

## Díjak
- SZOT-ösztöndíj (1987)
- Móricz Zsigmond-ösztöndíj (1991)
- Nagy Lajos-díj (1994)
- A HM és a Magyar Írószövetség irodalmi díja (1996)
- A Magyar Írószövetség és a Honvédelmi Minisztérium irodalmi pályázatának nívódíja 1998
- Minőségi Újságírásért díj (2008, 2009)
- Mozgó Világ nívódíj (2008, 2009, 2010)
- Wessely László-díj (2011)